# Großsegel

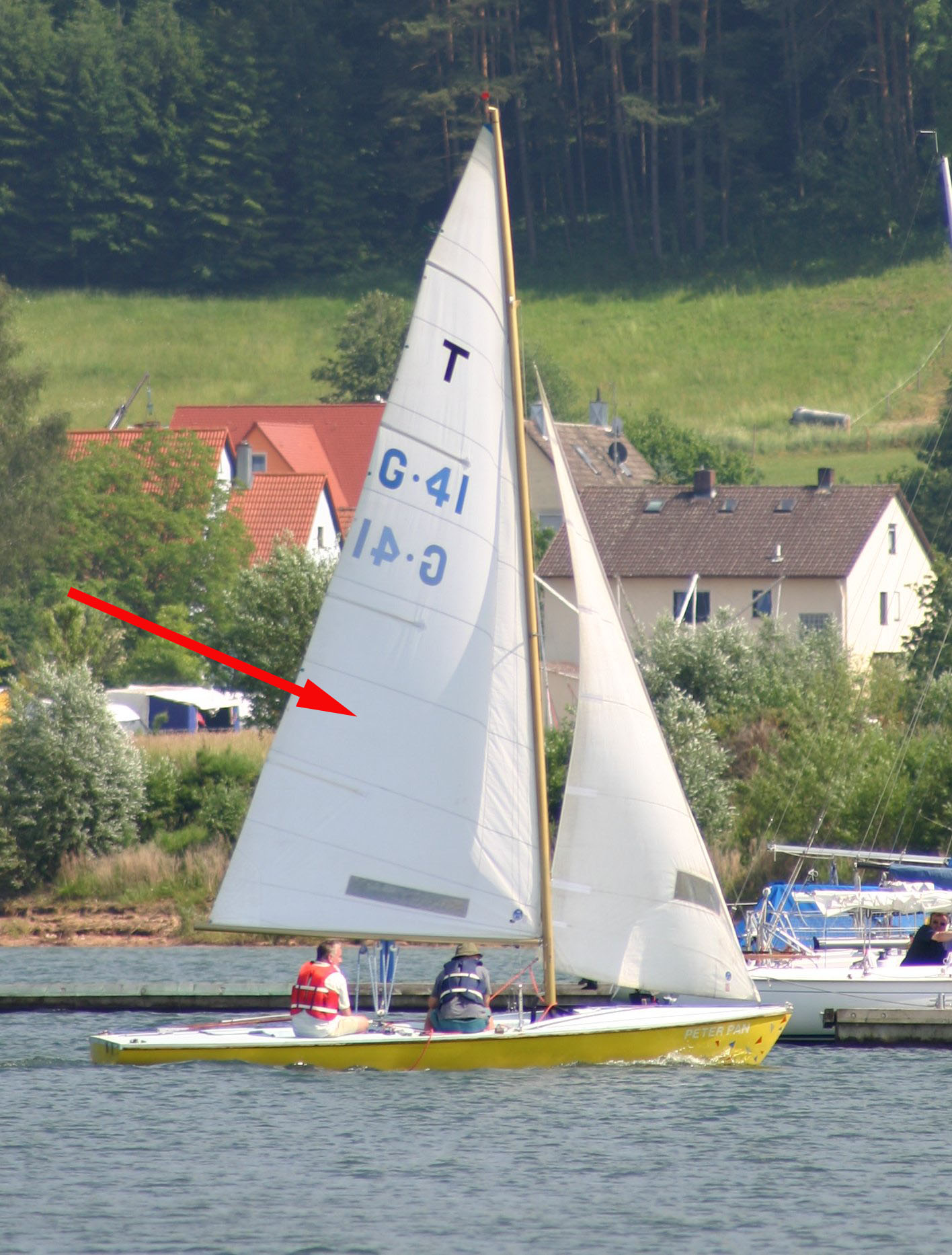
Großsegel bei Slup-Takelung

Als Großsegel (bzw. kurz nur Groß) wird jenes Segel bezeichnet, das am Großmast eines Segelschiffes beziehungsweise am Mast eines slupgetakelten Segelbootes oder einer Segelyacht gefahren wird. 

## Beschreibung
Je nach Schiffstyp kann das Großsegel ein Schratsegel oder ein Rahsegel sein. Bei rahgetakelten Schiffen ist es das unterste Segel am Großmast. Bei Yachten ist es das Schratsegel am einzigen Mast oder bei Yawl- oder ketschgetakelten Schiffen dasjenige am vorderen, größeren Mast. Yachten mit Fockmast, bei denen also der vordere Mast kleiner als der hintere ist, sind sehr selten. 
Entgegen dem Namen muss das Großsegel nicht das größte Segel am Bord sein. Die Fläche einer Genua kann diejenige des Großsegels übertreffen, was allerdings sehr enge Schotwinkel und damit eng anliegende Wanten erfordert, ein Konstruktionsmerkmal, das eher bei Schiffen der 1970er- und 1980er-Jahre verbreitet war. Ein Spinnaker oder Gennaker ist ebenfalls deutlich größer als das Großsegel. Das Großsegel hat von allen Segeln an Bord meistens die umfangreichste Ausrüstung, da es in fast allen Wetter- und Windsituationen gesetzt bleibt und diesen Verhältnissen angepasst werden muss. 
Das Großsegel kann als Hochsegel – die heute überwiegende Form – oder als Gaffelsegel ausgelegt sein. Das Trysegel wird anstelle des Großsegels bei schwerem Sturm gesetzt. Das Unterliek des Segels kann fest mit dem Großbaum verbunden sein oder offen bleiben, so dass das Segel nur am Schothorn mit dem Baum verbunden wird. Die Segelstellung wird mit der Großschot eingestellt.

## Bauformen

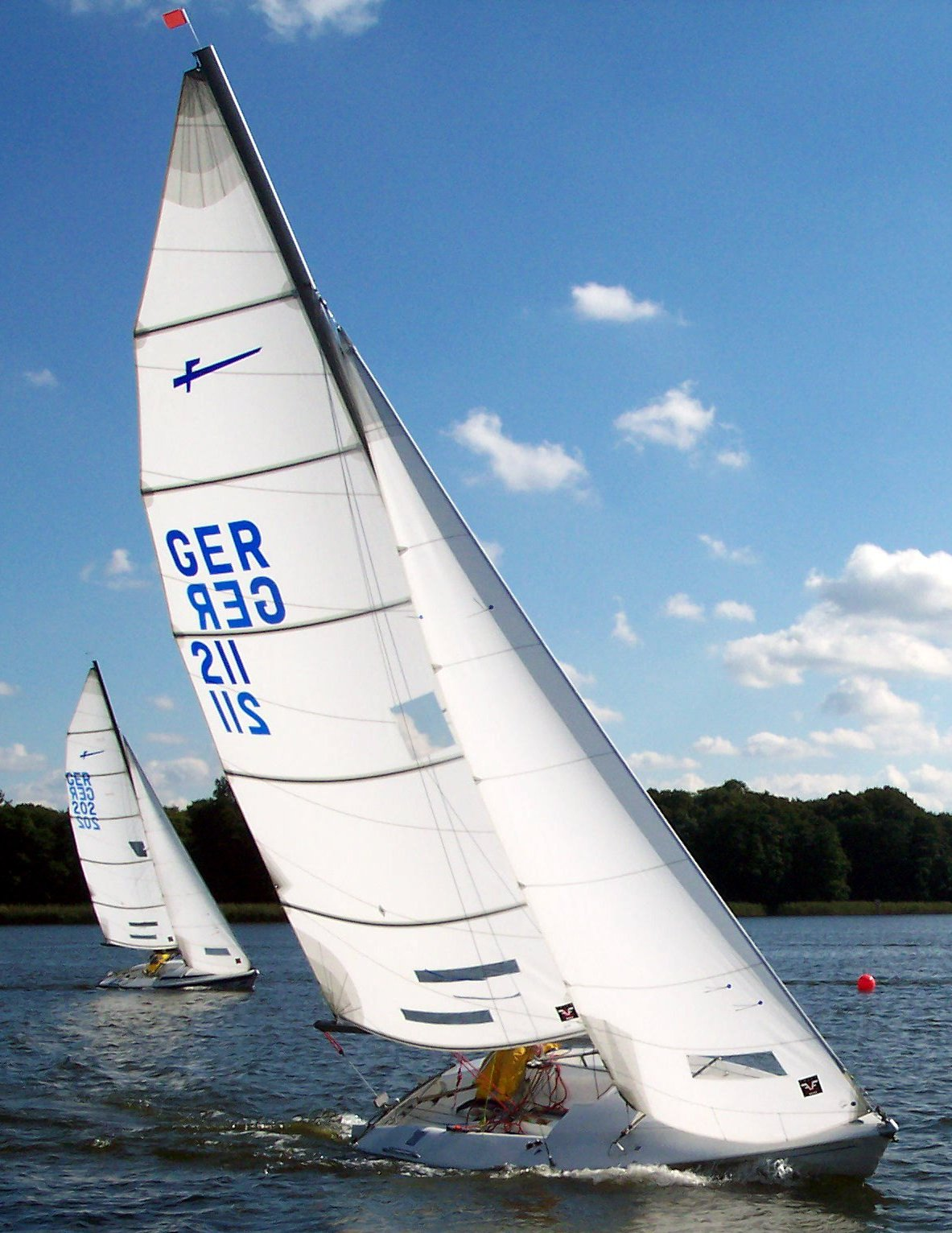
Durchgelattetes Jollengroßsegel (erkennbar an den durchgehenden dunklen Streifen, vgl. Bild oben mit verkürzten Latten)

Für das Großsegel sind heute zwei Bauformen üblich:
Lattengroß
Die traditionelle Variante ist das Lattengroß mit Bindereff. Dabei liegt das geborgene Segel auf dem Baum und wird im Hafen dort aufgetucht, d. h. festgebunden. Zum Setzen wird der Kopf am Mast nach oben gezogen. Wird nicht die ganze Segelfläche benötigt, bleibt der untere Teil auf den Baum gebunden. Diese Variante ist insbesondere bei kleineren Booten der Normalfall. Durch die Einarbeitung sogenannter Latten horizontal ins Segel ist es möglich, das aerodynamische Profil zu verbessern. Zusätzlich ermöglicht dies, das Segel etwas größer zu schneiden, als das Großsegeldreieck eigentlich vorgeben würde, weil die Latten das Achterliek stützen. Reichen die Latten entlang der ganzen Länge des Segels, spricht man von einem durchgelatteten Segel. 
Rollgroß
Hierbei wird das Segel beim Bergen in den Mast gerollt. Diese Rollreffanlage für das Groß soll die Bedienung vereinfachen, birgt aber einige Gefahren bei unsachgemäßer Bedienung. Außerdem kann das Segel konstruktionsbedingt nicht gelattet werden – außer senkrecht, was aber deutlich weniger effektiv ist. Dafür kann das Segel in jeder beliebigen Größe gesetzt werden. Um oder in den Baum gerollte Großsegel sind praktisch nicht mehr anzutreffen. 

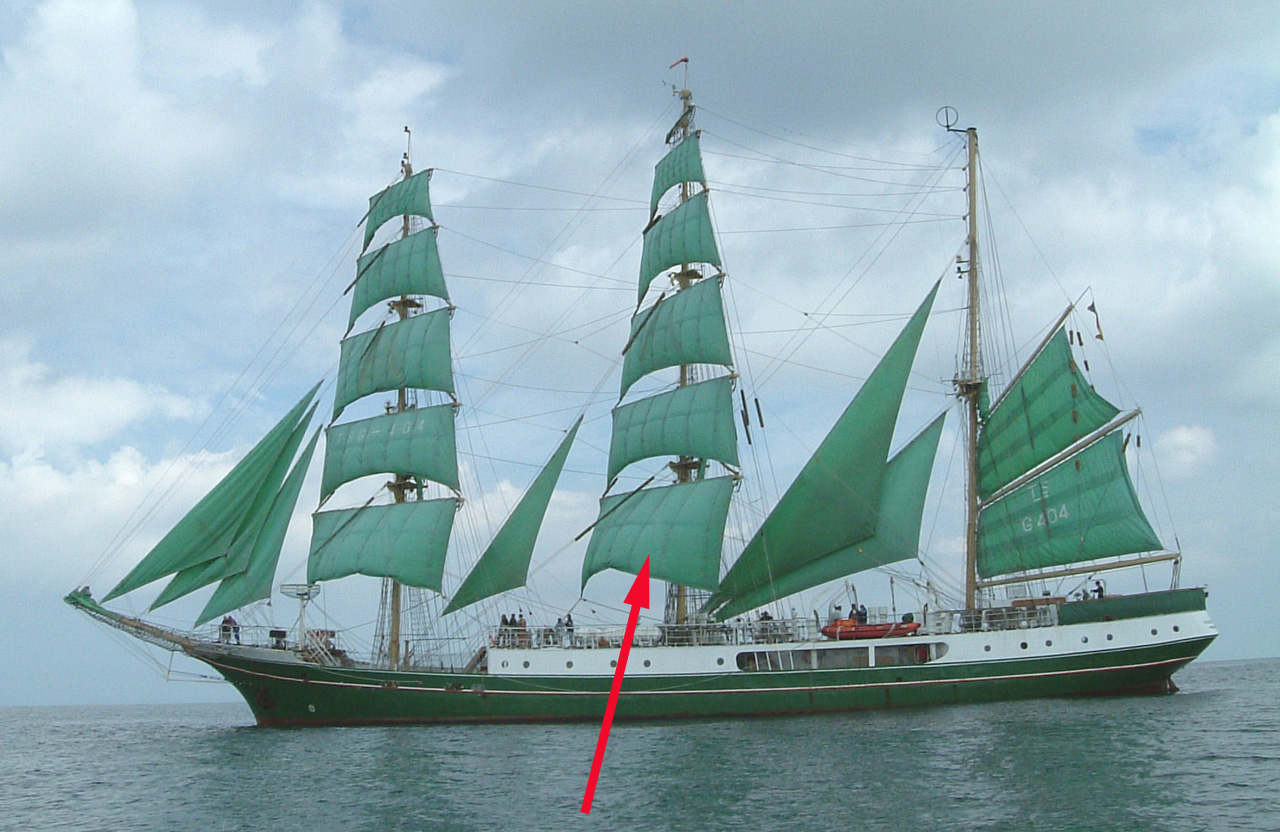
Großsegel der Alexander von Humboldt

Siehe auch: Liste der Segeltypen